# L'Invité (film, 2007)
Pour les articles homonymes, voir L'Invité.
Pour plus de détails, voir Fiche technique et Distribution.
L'Invité est un film français de Laurent Bouhnik, sorti le 19 septembre 2007, d'après la pièce éponyme de David Pharao.

## Synopsis
Un cadre chômeur de longue durée qui décroche un emploi doit recevoir à dîner son « intégrateur de compétences ». Il organise un dîner pour retourner dans le monde du travail. Un voisin, spécialiste en communication, se propose de l'aider.

## Fiche technique
Sauf indication contraire, les informations mentionnées dans cette section peuvent être confirmées par la base de données cinématographiques IMDb,  présente dans la section « Liens externes ».
- Réalisation : Laurent Bouhnik
- Scénario : David Pharao d'après sa pièce de 2003
- Musique : Alexandre Mahout
- Photographie : Jean-Paul Agostini
- Montage : Hervé de Luze, Frédéric Thoraval
- Décors : Jacques Bufnoir
- Costumes : Joana George-Rossi
- Société de production : EuropaCorp
- Société de distribution : EuropaCorp Distribution (France)
- Format : couleur - 1,85:1 - 35 mm - Son Dolby Digital
- Pays de production : France
- Genre : comédie
- Durée : 86 minutes
- Date de sortie : France: 19 septembre 2007

## Distribution
- Daniel Auteuil : Gérard Morel
- Valérie Lemercier : Colette Morel
- Thierry Lhermitte : Alexandre Chardenoux
- Hippolyte Girardot : Pontignac
- Artus de Penguern : Bonnot
- Pascale Denizane : Fournier
- Mar Sodupe : Sophia
- Marianne Viard : la secrétaire
- Ludovic Berthillot : Rudy
- Mick Gondouin : l'automobiliste
- Yan Dron : le flic à vélo
- Philippe du Janerand : le candidat Fortineau
- Christophe Vienne : le moniteur
- Thérèse Roussel : La voisine âgée
- Jil Milan : Le candidat entretien de recrutement #1
- Jean-Louis Barcelona : Le candidat entretien de recrutement #2
- David Capelle : Le candidat entretien de recrutement #4
- Alain de Catuelan : Le candidat entretien de recrutement #3
- Stéphane Custers : Le candidat entretien de recrutement #5
- Khalid Maadour : Le candidat entretien de recrutement #6
- Cheikna Sankare : Le candidat entretien de recrutement #7
- Youssef Hajdi : Le candidat entretien de recrutement #8
- Pétronille De Saint-Rapt : Le candidat entretien de recrutement #9
- Joseph Chanet : Le candidat entretien de recrutement #10
- Philippe Suner : Le candidat entretien de recrutement #11
- Hugues Boucher : Le candidat entretien de recrutement #12
- Olga Sékulic : L'hôtesse de l'air

## Production

### Tournage
Lieux de tournage : Paris, Aéroport Roissy-Charles de Gaulle.

## Autour du film
- L'Invité, comédie douce-amère sur les cadres au chômage à la reconquête d'un emploi, est adapté par son auteur de la pièce éponyme, L'Invité, de David Pharao.